# روبرت هدسون
روبرت هدسون (بالإنجليزية: Robert Hudson)‏ هو مخرج أمريكي، ولد في 23 مايو 1960.

## وصلات خارجية
- روبرت هدسون على موقع IMDb (الإنجليزية)
- روبرت هدسون على موقع أول موفي (الإنجليزية)
- روبرت هدسون على موقع كينوبويسك (الروسية)